# Ole Olsen (Bahnsportler)

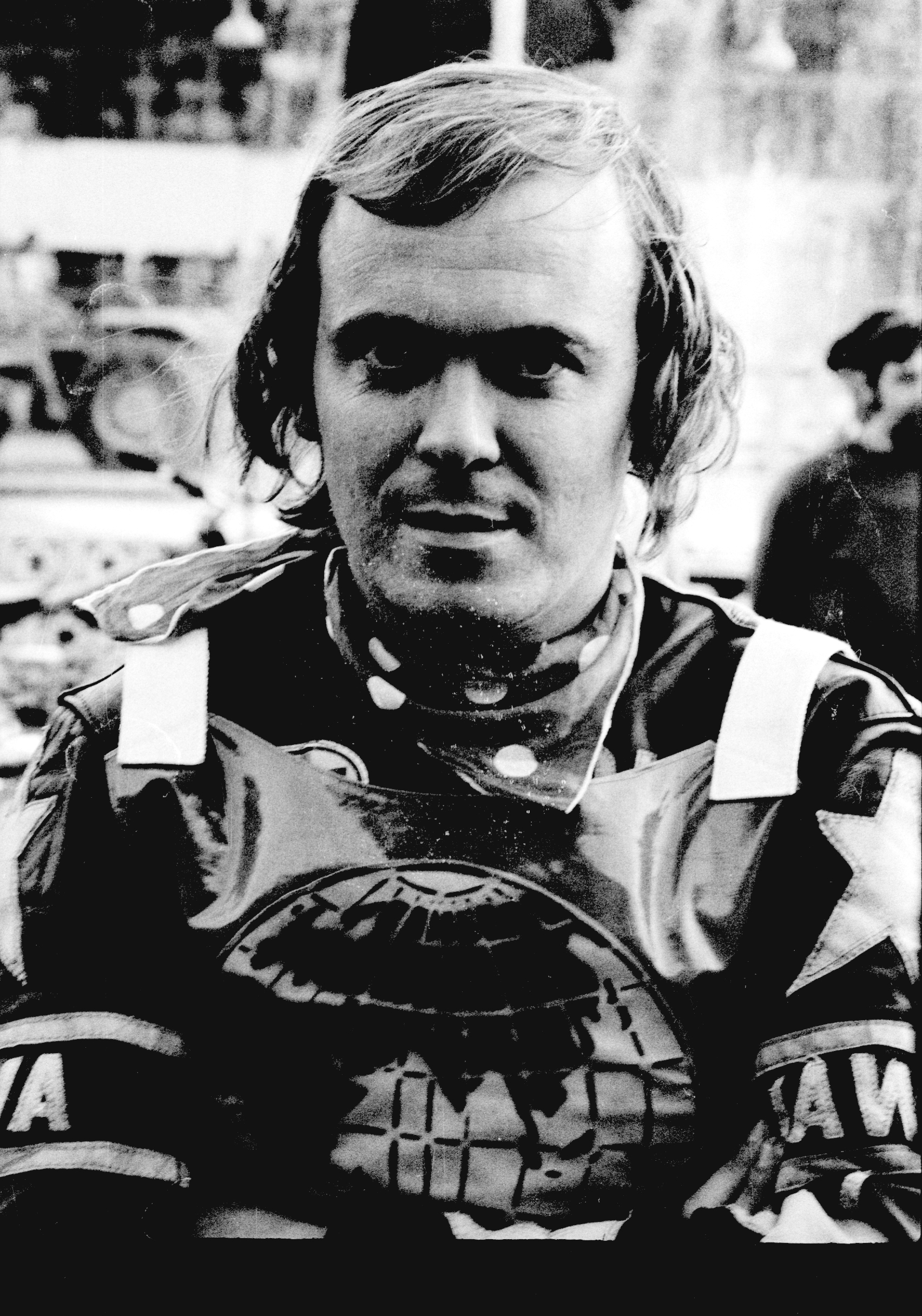
Ole Olsen

Ole Olsen (* 16. November 1946 in Haderslev, Dänemark) ist ein ehemaliger dänischer Bahnsportler. Sein Augenmerk lag dabei auf dem Speedwaysport. Insgesamt wurde er sieben Mal Speedway-Weltmeister, davon holte er bei den Einzel-Weltmeisterschaften drei Titel. Zudem gewann er drei Titel mit dem dänischen Speedway-Team und einen Titel bei der Paar-Weltmeisterschaft mit seinem Partner Hans Nielsen.
Bei den Langbahn-Weltmeisterschaften holte er 1973 den Titel.
Nach seinem Rücktritt als aktiver Fahrer 1983 fungierte er bei den Grand-Prix der Speedway-Weltmeisterschaft als Renndirektor. 2010 wurde er von Tony Olsson abgelöst.
Olsen wurde 1992 in die Hall of Fame des dänischen Sports aufgenommen.

## Erfolge

### Einzel
- Speedway-Weltmeister: 1971, 1975, 1978
- Langbahn-Weltmeister: 1973
- Dänischer Meister: 1967, 1968, 1969, 1970, 1971, 1972, 1973
- Skandinavischer Meister: 1971, 1973, 1974

### Team
- Weltmeister: 1978, 1981, 1983
- Paar-Weltmeister: 1979
- Britischer Meister: 1978, 1979

| Personendaten    | Personendaten          |
| ---------------- | ---------------------- |
| NAME             | Olsen, Ole             |
| KURZBESCHREIBUNG | dänischer Bahnsportler |
| GEBURTSDATUM     | 16. November 1946      |
| GEBURTSORT       | Haderslev, Dänemark    |